# Phacelia rotundifolia
Phacelia rotundifolia är en strävbladig växtart som beskrevs av John Torrey och S. Wats. Phacelia rotundifolia ingår i Faceliasläktet som ingår i familjen strävbladiga växter. Inga underarter finns listade i Catalogue of Life.

## Bildgalleri

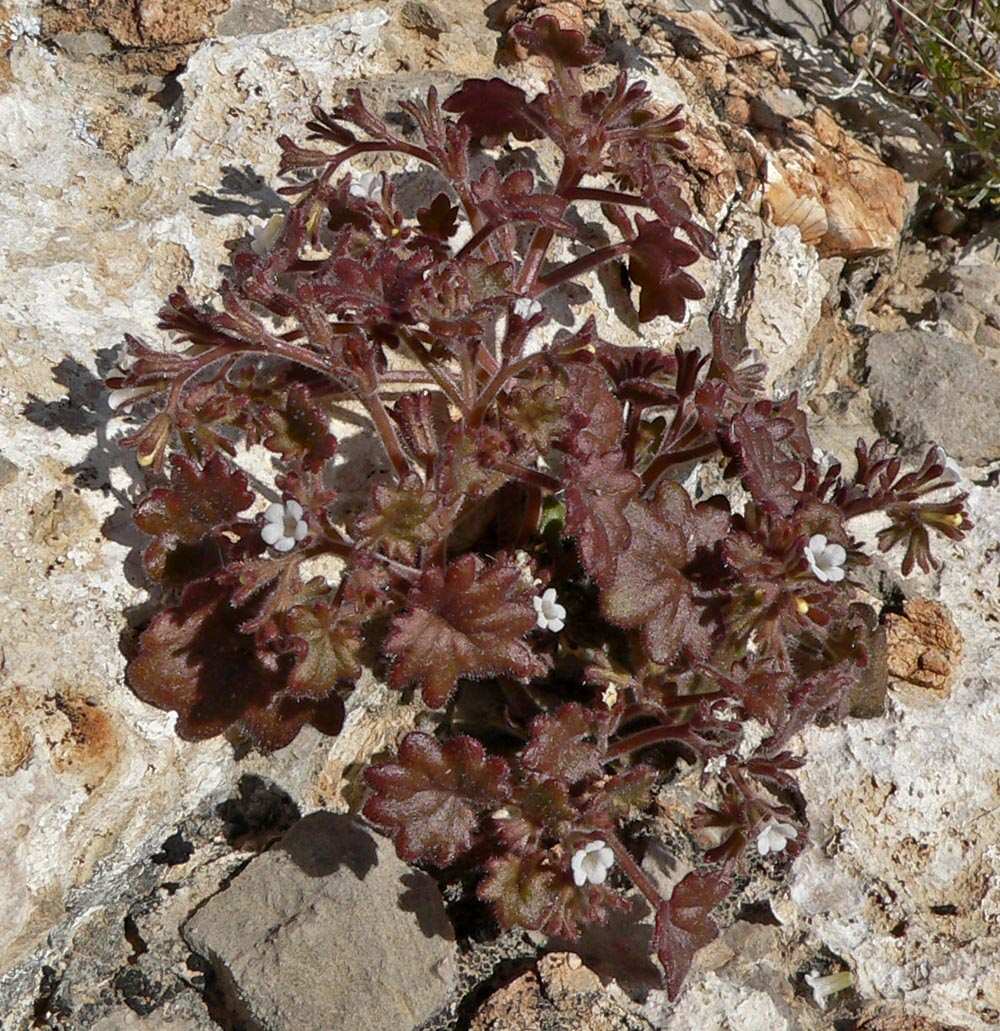
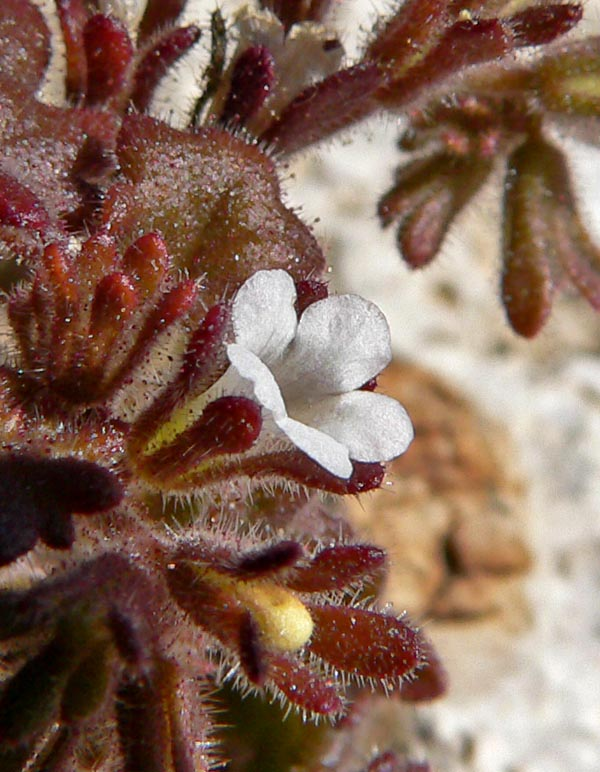
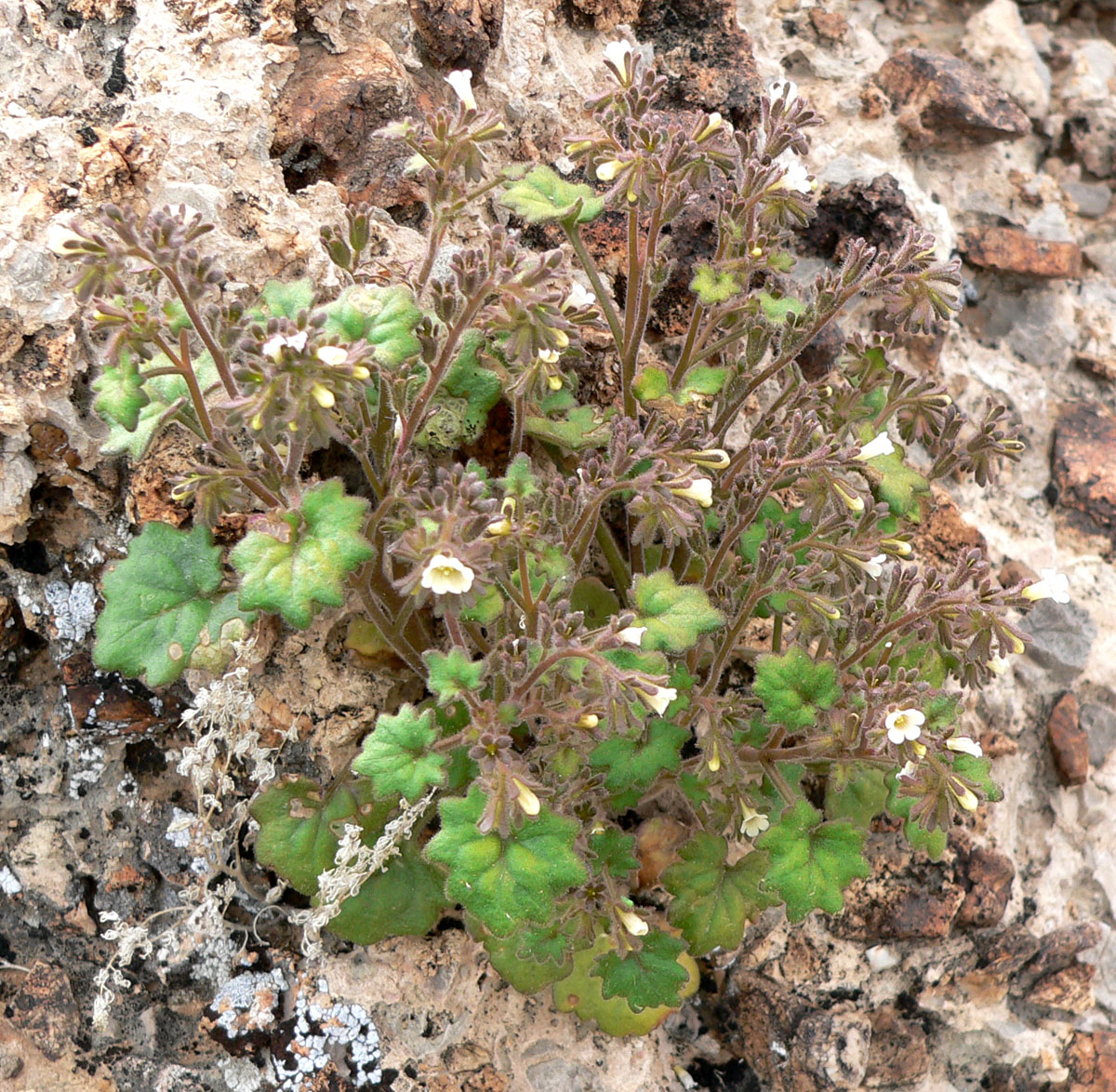
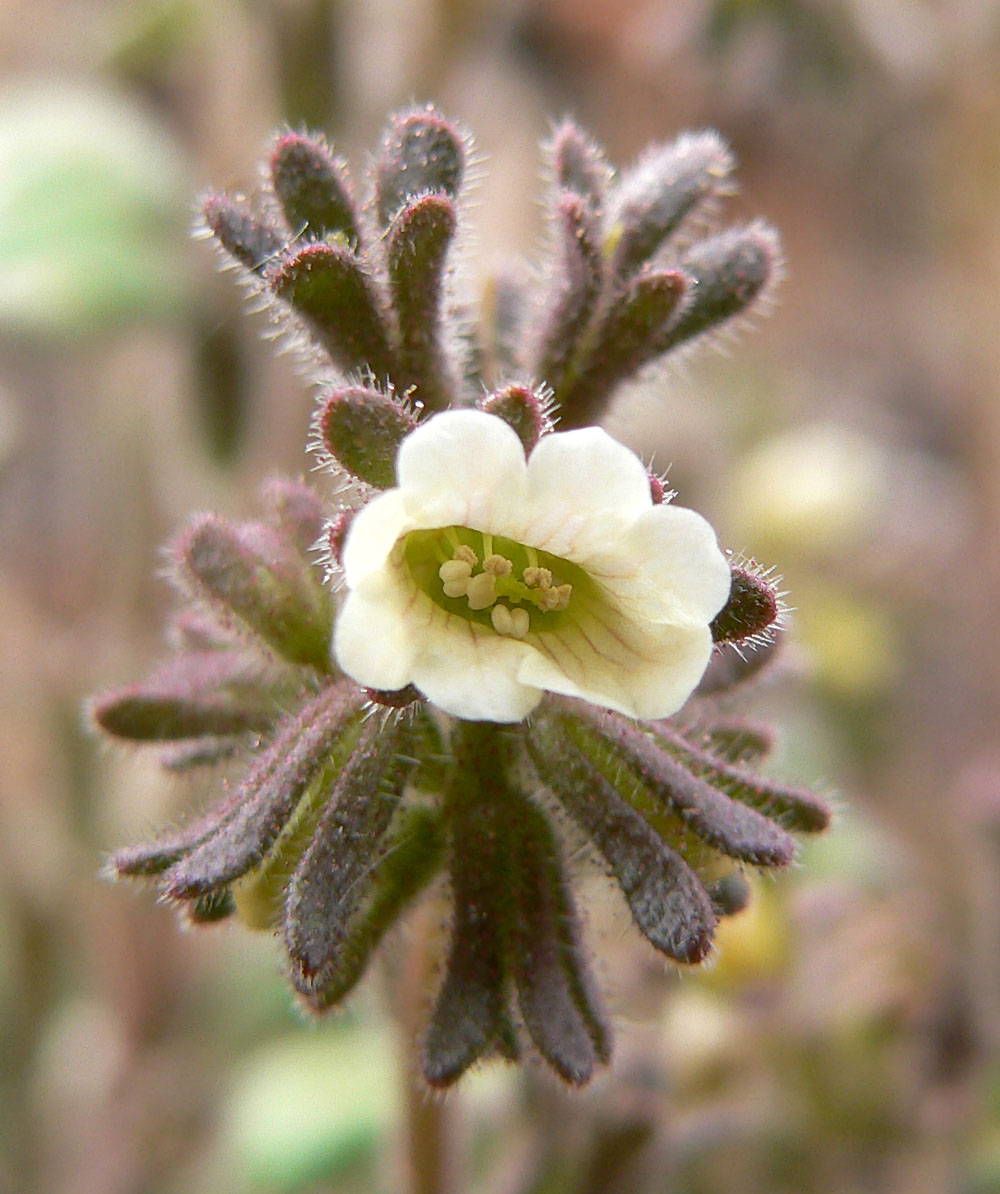
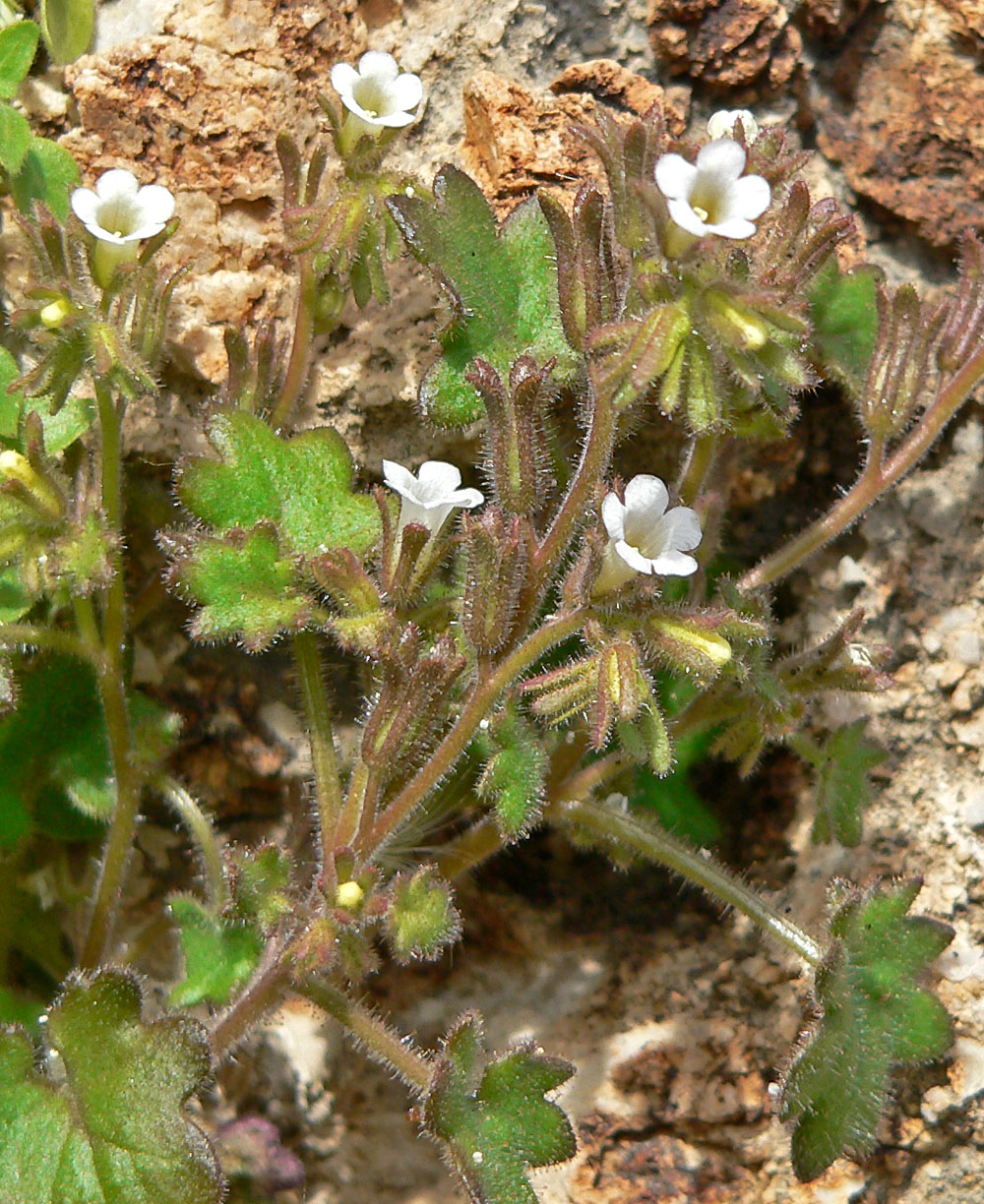
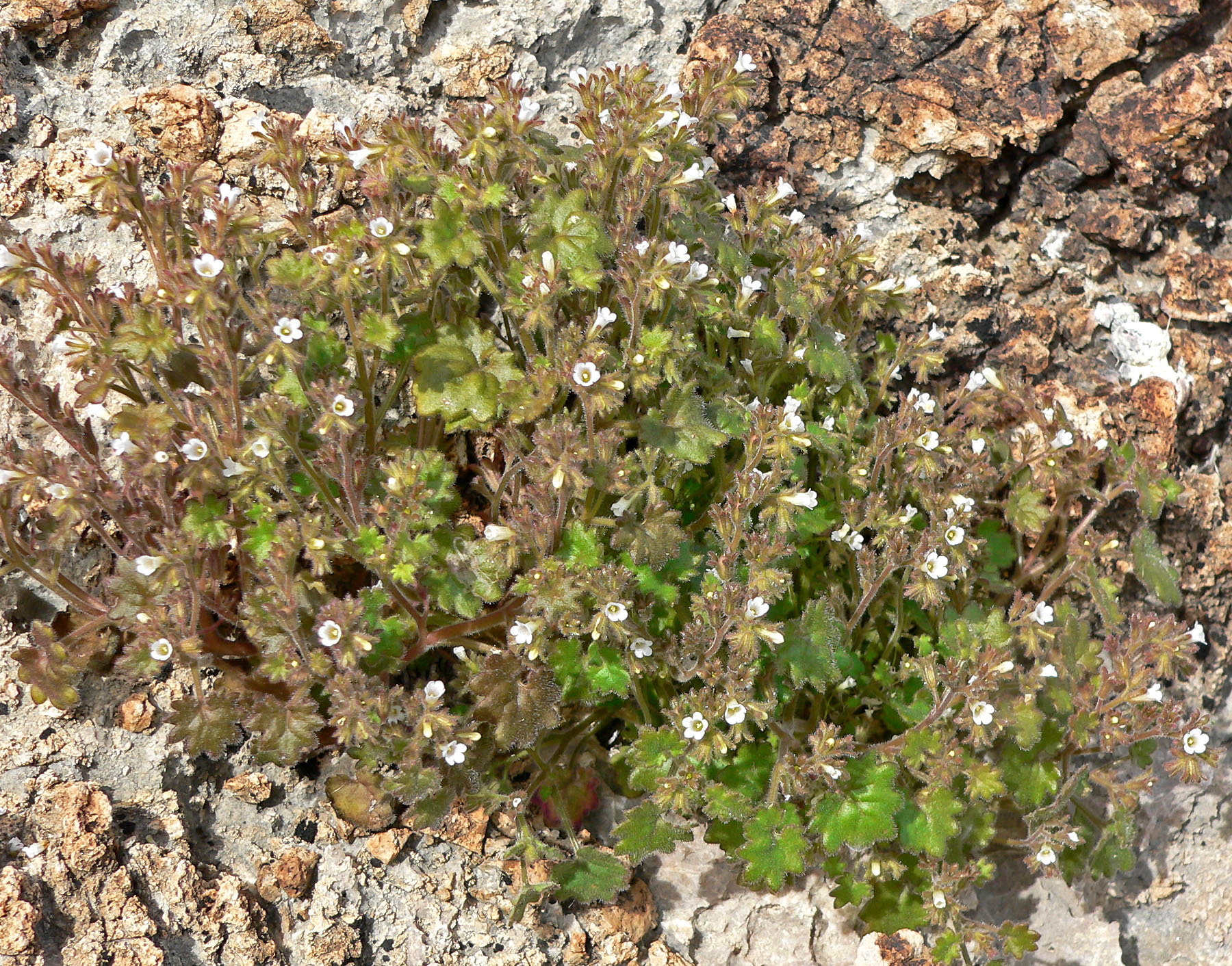